# Peine de mort au Liban
Au Liban la peine de mort est prévue par le code pénal, bien qu'aucune exécution n'ait eu lieu depuis 2004.
Les méthodes prescrites par la loi sont la pendaison et le peloton d'exécution, bien que la pendaison ait été la méthode prédominante dans l'histoire libanaise. Au sein de la République libanaise, le Président a seul le pouvoir de gracier un détenu et tous les ordres d'exécution doivent être ratifiés par lui.

## Crimes punis de la peine de mort
Les crimes passibles de la peine de morts comprennent :
- le meurtre ;
- l'espionnage ;
- la trahison ;
- le terrorisme ;
- le fait de collaborer avec les forces israéliennes
- le viol (avec circonstances aggravantes);
- la pédophilie  (avec circonstances aggravantes);
- le vol commis au sein d'un gang et/ou avec agression ;
- l'incendie criminel ou le sabotage de certains types de bâtiments, de structures ou d'installations industrielles entrainant la mort ;
- l'agression aggravée ;
- l'agression collective impliquant la torture ;
- les crimes passibles de la prison à perpétuité avec récidive ;
- l'importation de déchets nucléaires/toxiques ;
- la pollution de rivières ou des voies navigables avec des substances nocives
- certaines infractions militaires (par exemple la désertion).